# Vosnon
 Vosnon ist eine französische Gemeinde mit 237 Einwohnern (Stand 1. Januar 2022) im Département Aube in der Region Grand Est; sie gehört zum Arrondissement Troyes und zum Kanton Aix-Villemaur-Pâlis.

## Geografie
Vosnon liegt etwa 30 Kilometer südwestlich von Troyes an der Grenze zum benachbarten Département Yonne in der Region Bourgogne-Franche-Comté. Die angrenzenden Nachbargemeinden sind: im Nordwesten Nogent-en-Othe, im Norden Maraye-en-Othe, im Nordosten Eaux-Puiseaux, im Südosten Ervy-le-Châtel, im Süden Villeneuve-au-Chemin, im Südwesten Coursan-en-Othe und im Westen Sormery (Dép. Yonne).
Die Gemeindefläche beträgt 12,83 km².

## Bevölkerungsentwicklung
| Jahr      | 1962 | 1968 | 1975 | 1982 | 1990 | 1999 | 2016 |     |
| Einwohner | 207  | 108  | 149  | 114  | 135  | 165  | 195  | 231 |

## Sehenswürdigkeiten
Zu den Sehenswürdigkeiten gehören die Kirche Saint-Blaise und das Haus des verstorbenen André Gorz.

## Persönlichkeiten
- André Gorz (1923–2007), Philosoph und Mitbegründer der Zeitschrift Nouvel Observateur, hat dort gelebt von 1984 bis zu seinem Tod 2007.
- Pierre Roch Vigneron (1789–1872), in Vosnon geborener Maler, dessen Gemälde Napoléon 1er à cheval im Museum Tarbes oder La Prise de Missolonghi im Museum Bagnères-de-Bigorre zu finden sind.[1]